# Выборы губернатора Нижегородской области (2018)
Досрочные выборы губернатора Нижегородской области состоялись в Нижегородской области 9 сентября 2018 года в единый день голосования. Губернатор избирался сроком на 5 лет.
На 1 января 2017 года в Нижегородской области было зарегистрировано 2 626 226 избирателей.
Председатель Избирательной комиссии Нижегородской области — Оксана Кислицына (с 16 декабря 2016 года).

## Предшествующие события
С 5 августа 2005 года по 26 сентября 2017 года губернатором Нижегородской области являлся Валерий Шанцев. В августе 2005 года он был назначен президентом Владимиром Путиным через процедуру утверждения законодательным собранием на 5-летний срок.
В августе 2010 года повторно наделён полномочиями по той же процедуре и так же на 5 лет, но уже президентом Дмитрием Медведевым.
В мае 2014 года досрочно подал в отставку и при этом попросил президента Владимира Путина разрешить участвовать в выборах на новый срок.
На досрочных выборах, состоявшихся 14 сентября 2014 года одержал победу, получив 86,93 % голосов. Шанцев был вновь избран на 5 лет.
Однако спустя три года, 26 сентября 2017 года, досрочно подал в отставку. Исполняющим обязанности губернатора до выборов в сентябре 2018 года президент Владимир Путин назначил Глеба Никитина.

## Выдвижение и регистрации кандидатов

### Муниципальный фильтр
В Нижегородской области установлен барьер в 7 % — кандидаты должны собрать подписи муниципальных депутатов в количестве 7 % от общего числа, при этом депутаты должны представлять 3/4 округов. Каждый депутат имеет право подписаться только за одного кандидата и права отзыва своей подписи не имеет. Причем все подписные листы должны быть нотариально заверены.
9 июня 2018 года избирком опубликовал расчёт, по которому каждый кандидат должен собрать от 262 до 275 подписей депутатов всех уровней и глав муниципальных образований, из которых от 115 до 120 — депутатов райсоветов и советов городских округов и глав районов и городских округов не менее чем в 39 районах и городских округах (3/4 от всех).

## Кандидаты
| Кандидат                                       | Должность (на момент выдвижения)                                                      | Партия                | Подписей собрано | Статус           | Дата регистрации | Кандидаты в Совет Федерации |
| ---------------------------------------------- | ------------------------------------------------------------------------------------- | --------------------- | ---------------- | ---------------- | ---------------- | --------------------------- |
| Александр Быков, р. 11 декабря 1956 (68 лет)   | пенсионер                                                                             | «Партия пенсионеров»  | 274 (120+154)    | зарегистрирован  | 31.07.2018       |                             |
| Владислав Егоров, р. 8 сентября 1969 (55 лет)  | депутат Заксобрания Нижегородской области, заместитель председателя                   | КПРФ                  | 274 (120+154)    | зарегистрирован  | 31.07.2018       |                             |
| Галина Клочкова, р. 10 июля 1964 (61 год)      | депутат Заксобрания Нижегородской области, директор частной школы им. М.В. Ломоносова | «Справедливая Россия» | 274 (121+153)    | зарегистрирована | 31.07.2018       |                             |
| Александр Курдюмов, р. 26 ноября 1967 (57 лет) | депутат Госдумы, заместитель председателя комитета по контролю и регламенту           | ЛДПР                  | 274 (120+154)    | зарегистрирован  | 31.07.2018       |                             |
| Глеб Никитин, р. 24 августа 1977 (47 лет)      | временно исполняющий обязанности губернатора Нижегородской области                    | «Единая Россия»       | 274 (120+154)    | зарегистрирован  | 31.07.2018       |                             |
| Роман Овсянников, р. 21 февраля 1983 (42 года) | научный сотрудник ФГБНУ Институт прикладной физики Российской академии наук           | «Национальный курс»   |                  | снялся с выборов |                  |                             |

## Социология
| Дата            | Источник | Никитин | Курдюмов | Егоров | Быков | Клочкова | Не определились | Не пойду и испорчу бюллетень |
| --------------- | -------- | ------- | -------- | ------ | ----- | -------- | --------------- | ---------------------------- |
|                 |          |         |          |        |       |          |                 |                              |
| 3 июля 2018     | НИИПСУ   | 40,9 %  | 18,0%    | 12,4%  | 2,8%  | 2,9%     | 15,3%           | 7,7%                         |
| 10 июля 2018    | НИИПСУ   | 41,4 %  | 15,7%    | 9,8%   | 3,4%  | 2,4%     | 18,7%           | 8,6%                         |
| 17 июля 2018    | НИИПСУ   | 28,9 %  | 16,4%    | 10,0%  | 4,3%  | 2,9%     | 25,1%           | 12,9%                        |
| 24 июля 2018    | НИИПСУ   | 29,6 %  | 16,4%    | 10,9%  | 5,5%  | 4,3%     | 23,7%           | 9,5%                         |
| 31 июля 2018    | НИИПСУ   | 31,7 %  | 16,8%    | 7,9%   | 5,6%  | 3,0%     | 21,7%           | 13,3%                        |
| 7 августа 2018  | НИИПСУ   | 39,1 %  | 14,8%    | 9,4%   | 5,0%  | 3,9%     | 17,3%           | 10,6%                        |
| 14 августа 2018 | НИИПСУ   | 38,2 %  | 13,5%    | 8,3%   | 4,8%  | 5,3%     | 20,2%           | 9,7%                         |
| 21 августа 2018 | НИИПСУ   | 45,9 %  | 16,1%    | 5,1%   | 1,8%  | 1,9%     | 18,9%           | 10,3%                        |
| 28 августа 2018 | НИИПСУ   | 38,2 %  | 25,1%    | 9,9%   | 0,9%  | 1,9%     | 15,5%           | 8,5%                         |

| Дата            | Источник | Явка (точно приду и скорее всего приду) | Никитин | Курдюмов | Егоров | Быков | Клочкова | Не определились | Не пойду и испорчу бюллетень |
| --------------- | -------- | --------------------------------------- | ------- | -------- | ------ | ----- | -------- | --------------- | ---------------------------- |
|                 |          |                                         |         |          |        |       |          |                 |                              |
| 3 июля 2018     | НИИПСУ   | 67,2%                                   | 53,9 %  | 22,1%    | 14,3%  | 3,0%  | 3,7%     | 2,8%            | 0,2%                         |
| 10 июля 2018    | НИИПСУ   | 68,0%                                   | 54,7 %  | 19,5%    | 11,0%  | 4,2%  | 3,0%     | 7,4%            | 0,2%                         |
| 17 июля 2018    | НИИПСУ   | 56,7%                                   | 41,8 %  | 22,8%    | 14,2%  | 5,1%  | 2,4%     | 9,4%            | 4,3%                         |
| 24 июля 2018    | НИИПСУ   | 57,9%                                   | 45,3 %  | 21,3%    | 13,6%  | 4,3%  | 4,0%     | 10,7%           | 0,8%                         |
| 31 июля 2018    | НИИПСУ   | 58,6%                                   | 46,5 %  | 23,1%    | 9,6%   | 6,5%  | 3,9%     | 9,6%            | 0,8%                         |
| 7 августа 2018  | НИИПСУ   | 62,7%                                   | 53,4 %  | 19,5%    | 12,3%  | 4,8%  | 5,5%     | 4,3%            | 0,2%                         |
| 14 августа 2018 | НИИПСУ   | 56,0%                                   | 52,7 %  | 17,0%    | 8,8%   | 4,8%  | 4,0%     | 11,3%           | 1,4%                         |
| 21 августа 2018 | НИИПСУ   | 65,0%                                   | 62,0 %  | 20,0%    | 5,9%   | 2,2%  | 2,5%     | 7,4%            | -                            |
| 28 августа 2018 | НИИПСУ   | 69,4%                                   | 48,5 %  | 32,9%    | 12,2%  | 0,5%  | 2,3%     | 3,6%            | -                            |

| Дата            | Источник | Явка (точно приду на выборы) | Никитин | Курдюмов | Егоров | Быков | Клочкова | Не определились | Не пойду и испорчу бюллетень |
| --------------- | -------- | ---------------------------- | ------- | -------- | ------ | ----- | -------- | --------------- | ---------------------------- |
|                 |          |                              |         |          |        |       |          |                 |                              |
| 3 июля 2018     | НИИПСУ   | 32,2%                        | 66,8 %  | 14,5%    | 11,8%  | 1,4%  | 3,2%     | 1,8%            | 0,5%                         |
| 10 июля 2018    | НИИПСУ   | 29,3%                        | 74,5 %  | 13,7%    | 4,9%   | 3,4%  | 1,5%     | 1,5%            | 0,5%                         |
| 17 июля 2018    | НИИПСУ   | 24,2%                        | 56,6 %  | 13,8%    | 13,2%  | 3,8%  | 1,9%     | 6,3%            | 4,4%                         |
| 24 июля 2018    | НИИПСУ   | 24,6%                        | 56,5 %  | 16,8%    | 14,7%  | 3,7%  | 2,6%     | 4,7%            | 1,0%                         |
| 31 июля 2018    | НИИПСУ   | 25,5%                        | 55,4 %  | 19,6%    | 9,5%   | 4,8%  | 2,4%     | 7,1%            | 1,2%                         |
| 7 августа 2018  | НИИПСУ   | 26,4%                        | 61,7 %  | 13,1%    | 10,3%  | 4,6%  | 7,4%     | 2,9%            | 0,0%                         |
| 14 августа 2018 | НИИПСУ   | 20,2%                        | 64,3 %  | 14,3%    | 7,9%   | 1,6%  | 4,8%     | 6,3%            | 0,8%                         |
| 21 августа 2018 | НИИПСУ   | 32,3%                        | 72,1 %  | 17,4%    | 4,5%   | 1,5%  | 2,5%     | 2,0%            | -                            |
| 28 августа 2018 | НИИПСУ   | 32,2%                        | 46,4 %  | 35,4%    | 13,3%  | 1,1%  | 2,2%     | 1,7%            | -                            |

## Результаты
| Место                       | Место                       | Кандидат                    | Партия                      | Голосов   | %       |
| --------------------------- | --------------------------- | --------------------------- | --------------------------- | --------- | ------- |
|                             | 1.                          | Глеб Никитин                | Единая Россия               | 708 807   | 67,75 % |
|                             | 2.                          | Владислав Егоров            | КПРФ                        | 174 037   | 16,63 % |
|                             | 3.                          | Александр Курдюмов          | ЛДПР                        | 68 035    | 6,50 %  |
|                             | 4.                          | Галина Клочкова             | Справедливая Россия         | 45 559    | 4,35 %  |
|                             | 5.                          | Александр Быков             | Партия пенсионеров          | 34 135    | 3,26 %  |
| Действительных бюллетеней   | Действительных бюллетеней   | Действительных бюллетеней   | Действительных бюллетеней   | 1 030 573 | 98,50 % |
| Недействительных бюллетеней | Недействительных бюллетеней | Недействительных бюллетеней | Недействительных бюллетеней | 15 713    | 1,50 %  |
| Всего                       | Всего                       | Всего                       | Всего                       | 1 046 286 | 100 %   |
|                             |                             |                             |                             |           |         |
| Явка                        | Явка                        | Явка                        | Явка                        | 1 046 286 | 40,50 % |
| Общее число избирателей     | Общее число избирателей     | Общее число избирателей     | Общее число избирателей     | 2 583 664 |         |